# Робате Шараф
Робате Шараф (перс.: رباط شرف) — караван-сарай в иранском остане Хорасан-Резави, расположенный в 45 км от Серахса и построенный в XII веке, приблизительно в 1114—1115 годах, возможно — для хорасанского правителя Шарафа ад-Дина ибн Тахира. Располагается на пути между Нишапуром и Серахсом (в прошлом Великий шелковый путь), в 7 км от деревни Шолок и 130 км от Мешхеда. Здание, выстроенное в стиле Рази, профессором архитектуры Мохаммедом Каримом считается одним из шедевров иранского искусства в Серахсе.
Караван-сарай внешне выглядит как укрепление для защиты караванов от набегов бандитов. Однако в действительности охраняемыми были только въездные ворота, а изнутри постройка больше напоминала дворец. Она имеет прямоугольную форму, размеры 110×75 м, глинобитные стены высотой 6 м и шесть круглых башен. Первоначально она служила караван-сараем, после разграбления и последующего ремонта была превращена во дворец для Туркан Хатун, супруги (по другим данным, матери) сельджукского султана Ахмада Санджара (1118—1157). Сохранилась надпись, в которой указано, что в 549 году c начала сельджукского летоисчисления это здание было отремонировано по его приказу с помощью кирпича и штукатурки. Столицей же владений Санджара был Мерв (ныне в Туркменистане).
Данный караван-сарай состоит из двух внутренних дворов, каждый из которых имеет четыре айвана и шабестан; стены сложены из китайского кирпича и имеют куфические надписи. В центре Робате располагался бассейн, в южной части — конюшни для лошадей, остальное же пространство предназначалось для проживания. Каждый внутренний двор представлял собой фактически отдельную гостиницу. Одна из них содержит три небольших мечети и была изначально предназначена для большей части путешественников. В другой располагались три резервуара с водой и комнаты для богатых путешественников с повышенным комфортом. Архитектура внутреннего двора и четырёх айванов типична для архитектуры иранских мечетей тех времён. Михрабы в мечетях имеют надписи и выполнены из глины и гипса. Надписи относятся в основном к сельджукскому периоду. Стены и пештаки (входы в айваны) украшены геометическими и растительными орнаментами.